# 柳澤三千代
柳澤三千代（日语：／ Yanagisawa Michiyo，1963年7月26日—），日本女性配音員、旁白。出身於大阪府。青二Production所屬。身高158cm。A型血。

## 簡歷
柳澤三千代在日本大學藝術學院演劇學系學習期間，加入了由如月小春領導的劇團NOISE。
在接受東京醫學會通訊採訪時，她解釋說，她學習戲劇的原因是「我最初的夢想是成為一名小學老師，而且我認為這可以應用於教育領域」，而且通過在劇團的工作，她表達自己的願望變得更加強烈。
在導師如月的鼓勵下，大學畢業後她決定從事配音工作，並加入了青二Production。
她飾演咖哩麵包超人，是1988年開始播出的電視影集《麵包超人》的主角之一。

## 人物
音域：A—E。方言：關西方言。
她曾出演過許多動畫、電視、外國電影、廣播、遊戲等。
資格、執照：教師執照（國語／中學教師1級、高等學校教師2級）。興趣：彼拉提斯。特長：機器人行為。

## 演出
粗體字表示主要角色。

### 電視動畫
1986年
- 聖鬥士星矢（1986年—1989年，達也、希度〈少年時期〉）

1987年
- 鬼太郎 (第3作)（貓章魚、害羞）

1988年
- 假面忍者 赤影（松千代）
- 奇天烈大百科（刈野勉三的母親〈刈野禰／第3代〉、矮子丸、戴眼鏡的女學生）
- 麵包超人（1988年—，咖哩麵包超人[9]、黴菌小鬼、河馬小第〈初代〉[9]、艾斯卡、海鷗水平先生、笑蟲、霸凌的海鷗、雪寶弟弟〈第3代〉 等）
- 聖魔大戰（幫手O2、邦德基恩）
- 甜蜜小天使 (1988年版)（保津）

1989年
- 惡魔君（1989年—1990年，埋木悅子[10]）
- 新仙魔大戰（1989年—1990年，馬克林）

1990年
- 麵包超人：拯救南海！（日语：みなみの海をすくえ!）（咖哩麵包超人）
- 七龍珠Z（少年）
- 美味大挑戰（1990年—1992年，小孩C、小孩A、男孩子）

1991年
- 烏龍少爺（日语：おぼっちゃまくん）（成桐滿壽夫）
- 神通小精靈（伊知川武伊〈初代〉）
- YAWARA！（1991年—1992年，鹿取忍）
- 我與我 兩個綠蒂（瑪格麗特）

1992年
- 小小男子漢（1992年—1993年，男孩子A、太妹C、翔太、奶奶）
- 21衛門（多奇）
- 超仙魔大戰（幫手）

1993年
- 足球風雲（浩子）
- 機動戰士V鋼彈（艾莉夏·克蘭斯吉[11]、布拉斯塔·耶萊恩斯[12]）

1994年
- 小紅帽恰恰（獵豹）
- 機動武鬥傳G鋼彈（敏）

1995年
- 暖暖日記 (1995年版)（耳廓狐）

1996年
- 靈異教師神眉 (1996年版)（山口晶）

2000年
- 名偵探柯南（2000年—2012年，金田佳奈美、西村佐知子、佐竹好實）

2002年
- 機動戰士鋼彈SEED（愛莉卡·西蒙斯[13]）
- 神奇寶貝（亞克西）

2004年
- 機動戰士鋼彈SEED DESTINY（愛莉卡·西蒙斯）

2006年
- 真仙魔大戰（2006年—2007年，超聖使洋紅塔萊婭／聖女皇塔萊婭）

2007年
- 戀愛情結（大谷敦士的母親）

2009年
- 櫻桃小丸子 (第2期)（2009年—2016年，田中女士、御上、奶奶A、香菸店的奶奶）

2025年
- 在沖繩喜歡上的女孩方言講得太過令人困擾（師匠）

### 電影動畫
1987年
- 聖鬥士星矢：邪神艾莉絲（達也）

1989年
- 麵包超人：亮晶晶星的眼淚（日语：それいけ!アンパンマン キラキラ星の涙）（咖哩麵包超人[14]）

1990年
- 惡魔君：歡迎來到惡魔樂園!!（埋木悅子）
- 麵包超人：細菌人大反攻（日语：それいけ!アンパンマン ばいきんまんの逆襲）（咖哩麵包超人[15]）

1991年
- 在後面的那個人是誰（日语：うしろの正面だあれ）（中根孝之輔[來源請求]）
- 麵包超人：飛呀！飛呀！小小龍（日语：それいけ!アンパンマン とべ! とべ! ちびごん）（咖哩麵包超人[16]）
- 麵包超人：紅精靈的心跳月曆（日语：それいけ!アンパンマン とべ! とべ! ちびごん#それいけ!アンパンマン ドキンちゃんのドキドキカレンダー）（咖哩麵包超人[17]）

1992年
- 麵包超人：積木城的秘密（日语：それいけ!アンパンマン つみき城のひみつ）（咖哩麵包超人[18]）
- 麵包超人：麵包超人與愉快的夥伴們（日语：それいけ!アンパンマン つみき城のひみつ#それいけ!アンパンマン アンパンマンとゆかいな仲間たち）（咖哩麵包超人[19]）

1993年
- 麵包超人：恐龍諾西歷險記（日语：それいけ!アンパンマン 恐竜ノッシーの大冒険）（咖哩麵包超人[20]）

1994年
- 麵包超人：莉莉卡與魔幻魔法學校（日语：それいけ!アンパンマン リリカル☆マジカルまほうの学校）（咖哩麵包超人[21]）
- 麵包超人：大家集合！麵包超人世界（日语：それいけ!アンパンマン リリカル☆マジカルまほうの学校#それいけ!アンパンマン みんな集まれ! アンパンマンワールド）（咖哩麵包超人[22]）

1995年
- 麵包超人：打倒幽靈船!!（日语：それいけ!アンパンマン ゆうれい船をやっつけろ!!）（咖哩麵包超人[23]）

1996年
- 麵包超人：飛行繪本與玻璃鞋（日语：それいけ!アンパンマン 空とぶ絵本とガラスの靴）（咖哩麵包超人[24]）
- 麵包超人：細菌人與3倍拳（日语：それいけ!アンパンマン 空とぶ絵本とガラスの靴）（咖哩麵包超人[25]）
- (超) 劇場版！靈異教師神眉（山口晶）

1997年
- 靈異教師神眉：午夜0點，神眉必死！（山口晶）
- 靈異教師神眉：恐怖的暑假!! 妖海傳說！（山口晶）
- 麵包超人：彩虹金字塔（日语：それいけ!アンパンマン 虹のピラミッド）（咖哩麵包超人）
- 麵包超人：我們都是英雄（日语：それいけ!アンパンマン 虹のピラミッド#それいけ!アンパンマン ぼくらはヒーロー）（咖哩麵包超人[26]）
- 地球變動之日（日语：地球が動いた日）（母親）

1998年
- 麵包超人：將雙手舉向太陽（日语：それいけ!アンパンマン てのひらを太陽に）（咖哩麵包超人[27]）

1999年
- 麵包超人：當勇氣之花朵綻放時（日语：それいけ!アンパンマン 勇気の花がひらくとき）（咖哩麵包超人[28]）

2000年
- 麵包超人：人魚公主的眼淚（日语：それいけ!アンパンマン 人魚姫のなみだ）（咖哩麵包超人[29]）

2001年
- 麵包超人：垃圾獸之星（日语：それいけ!アンパンマン ゴミラの星）（咖哩麵包超人[30]）

2002年
- 麵包超人：螺旋與夢拉浮雲城的秘密（日语：それいけ!アンパンマン ロールとローラ うきぐも城のひみつ）（咖哩麵包超人[31]）

2003年
- 麵包超人：紅寶的願望（日语：それいけ!アンパンマン ルビーの願い）（咖哩麵包超人[32]）

2004年
- 麵包超人：夢貓王國的喵咪（日语：それいけ!アンパンマン 夢猫の国のニャニイ）（咖哩麵包超人[33]）

2005年
- 麵包超人：哈比的大冒險（日语：それいけ!アンパンマン ハピーの大冒険）（咖哩麵包超人[34]）
- 麵包超人：黑雪姬與受人喜愛的細菌人（日语：それいけ!アンパンマン ハピーの大冒険#それいけ!アンパンマン くろゆき姫とモテモテばいきんまん）（咖哩麵包超人[35]）
- 長崎1945 天使之鐘（日语：NAGASAKI 1945 アンゼラスの鐘）[36]

2006年
- 麵包超人：生命之星朵莉（日语：それいけ!アンパンマン いのちの星のドーリィ）（咖哩麵包超人[37]）
- 麵包超人：藍精靈與藍色眼淚（日语：それいけ!アンパンマン いのちの星のドーリィ#それいけ!アンパンマン コキンちゃんとあおいなみだ）（咖哩麵包超人[38]）

2007年
- 麵包超人：玻露的泡泡球（咖哩麵包超人）
- 麵包超人：骷髏人與骷髏骷髏子（咖哩麵包超人）

2008年
- 麵包超人：妖精琳琳的秘密（咖哩麵包超人）
- 麵包超人：出差出差出差錯博士與細菌細菌細菌人（咖哩麵包超人）

2009年
- 麵包超人：達旦旦和雙子星（日语：それいけ!アンパンマン だだんだんとふたごの星）（咖哩麵包超人）

2010年
- 麵包超人：黑鼻子與魔法之歌（日语：それいけ!アンパンマン ブラックノーズと魔法の歌）（咖哩麵包超人）
- 麵包超人：興奮不已的麵包超人大賽（日语：それいけ!アンパンマン ブラックノーズと魔法の歌#それいけ!アンパンマン はしれ!わくわくアンパンマングランプリ）（咖哩麵包超人）

2011年
- 麵包超人：可可林與奇蹟之星大救援！（日语：それいけ!アンパンマン すくえ! ココリンと奇跡の星）（咖哩麵包超人）

2012年
- （媽媽、旁白）
- 麵包超人：復活吧香蕉島（咖哩麵包超人）
- 麵包超人：節奏遊戲 麵包超人與不可思議的遮陽傘（咖哩麵包超人）

2013年
- 麵包超人：跳躍吧！希望的手絹（日语：それいけ!アンパンマン とばせ! 希望のハンカチ）（咖哩麵包超人）
- 麵包超人：大家一起玩麵包超人和淘氣鬼（日语：それいけ!アンパンマン とばせ! 希望のハンカチ#それいけ!アンパンマン みんなでてあそび アンパンマンといたずらオバケ）（咖哩麵包超人）

2014年
- 麵包超人：蘋果小子和大家的願望（日语：それいけ!アンパンマン りんごぼうやとみんなの願い）（咖哩麵包超人）
- 麵包超人：玩得開心當起媽媽的藍精靈!?（日语：それいけ!アンパンマン りんごぼうやとみんなの願い#それいけ!アンパンマン たのしくてあそび ママになったコキンちゃん!?）（咖哩麵包超人）

2015年
- 麵包超人：咪嘉和魔法神燈（日语：それいけ!アンパンマン ミージャと魔法のランプ）（咖哩麵包超人）
- 麵包超人：跟著節奏唱歌吧！麵包超人夏祭（日语：それいけ!アンパンマン ミージャと魔法のランプ）（咖哩麵包超人）

2016年
- 就像風一樣（旁白[39]）
- 麵包超人：玩具之星的南達與倫妲（日语：それいけ!アンパンマン おもちゃの星のナンダとルンダ）（咖哩麵包超人）

2017年
- 麵包超人：布魯布魯的尋寶大冒險！（日语：それいけ!アンパンマン ブルブルの宝探し大冒険!）（咖哩麵包超人）

2018年
- 麵包超人：閃耀吧！庫倫與生命之星（日语：それいけ!アンパンマン かがやけ!クルンといのちの星）（咖哩麵包超人）

2019年
- 麵包超人：閃爍吧！冰之國的香草公主（日语：それいけ!アンパンマン きらめけ!アイスの国のバニラ姫）（咖哩麵包超人）

2021年
- 麵包超人：軟綿綿與雲之國（咖哩麵包超人）

2022年
- 麵包超人：多洛林與妖怪嘉年華（咖哩麵包超人）

2023年
- 麵包超人：露寶莉與窩心的禮物（咖哩麵包超人）

2024年
- 機動戰士鋼彈SEED FREEDOM（愛莉卡·西蒙斯）
- 麵包超人：細菌人與繪本的露露（日语：それいけ!アンパンマン ばいきんまんとえほんのルルン）（咖哩麵包超人）
- [40]

2025年
- 麵包超人：小水滴的英雄！（日语：それいけ!アンパンマン チャポンのヒーロー!）（咖哩麵包超人）

### OVA
- 藤子·F·不二雄 動畫特集 SF冒險 無敵超級豪華人（日语：ウルトラ・スーパー・デラックスマン）（1990年，神秘女子）
- （1990年）
- 靈異教師神眉 決戰！陽神術vs壁男（1998年，山口晶）
- 靈異教師神眉 校園七大不可思議·小美怪談（1998年，山口晶）
- 靈異教師神眉 史上最大激戰！絶鬼來襲!!（1999年，山口晶）

### 網路動畫
- 惡魔君（2023年，埋木悅子[41]）

### 試映動畫
- （2015年，母親[42][43]）

### 遊戲
- 超真實麻雀PVI（日语：スーパーリアル麻雀#スーパーリアル麻雀PVI）（1996年，栗原真理）
- 靈異教師神眉（1997年，山口晶）
- 武士道之刃（日语：ブシドーブレード）（1997年，御門）
- 育兒猜謎 我的天使3 我的小寵物（日语：子育てクイズ マイエンジェル）（1998年，女兒）
- 武士道之刃貳（1998年，御門）
- SD鋼彈 G世代（2007年—2009年，艾莉夏·克蘭斯吉）2作品[系列 1]
- 麵包超人 微笑派對（日语：アンパンマン にこにこパーティ）（2010年，咖哩麵包超人）

### 廣播劇CD
- 永恆傳奇（蘿珊潔的母親）
- 經典傳奇Vol.1（日语：テイルズ オブ ファンダム Vol.1）（艾米的母親）
- TRANSFORMERS Kiss Players♥（日语：トランスフォーマー キスぷれ）（天櫻一滴）

### 外語配音

#### 電影
- 小鬼特務2（英语：Agent Cody Banks 2: Destination London）（寇迪的母親）
- 布偶占領曼哈頓（英语：The Muppets Take Manhattan）（布魯克·雪德絲[注 1]）※CBS／FOX（英语：20th Century Studios Home Entertainmen）版。

#### 電視影集
- 神經妙探 (第7季)（諾曼）
- 說書人（英语：The Storyteller (TV series)）（通行人〈黛安娜·帕揚〉）

### 電視節目
- 繞了一圈還不知道的事（日语：1周回って知らない話）（日本電視台）
- The！情報Two（日语：ザ!情報ツウ）（鴨嘴獸、喬胡特君）

### 特攝影集
- 激走戰隊車連者（1996年，LL Onene的聲音）

### 旁白
- 高校講座（日语：NHK高校講座） 世界史（NHK教育）
- 美麗的魔法（日语：きれいの魔法）（NHK教育）
- 無止境的殺人（錢包：旁白）
- 發現歷史 前往城下町！（日语：歴史発見 城下町へ行こう!）（BS朝日）
- AKB汽車社（富士電視台）
- AKB在打工（日语：AKBでアルバイト）（富士電視台）
- 早安！美好的一天（日语：おはよう!ナイスデイ）（富士電視台）
- 淳、帕露露的ＯＯ打工！（富士電視台）
- Let's！（日语：レッツ!）（日本電視台）
- Live News it！（富士電視台）—特別報道單元旁白「陷阱之戰」旁白

### 舞台
- WAKU，存于 Produce vol.15 Michell ～在與不在，如同天地～（2010年12月，赤紅色劇場提攜公演）
- （2024年8月，赤坂紅色劇場）[44]

## 腳註

## 外部連結
- 柳澤三千代｜青二Production （日語）
- 柳澤三千代的X（前Twitter） （日語）